# Olympische Winterspiele 1998/Teilnehmer (Portugal)
| Gelbes Symbol für Goldmedaillen mit stilisierten Olympischen Ringen | Graues Symbol für Silbermedaillen mit stilisierten Olympischen Ringen | Braundes Symbol für Bronzemedaillen mit stilisierten Olympischen Ringen |
| ------------------------------------------------------------------- | --------------------------------------------------------------------- | ----------------------------------------------------------------------- |
| —                                                                   | —                                                                     | —                                                                       |

Portugal nahm an den Olympischen Winterspielen 1998 in Nagano mit einer dreiköpfigen Delegation teil: dem Chef de Mission João Oliveira, einem Eisschnellläufer und einer Freestyleskiläuferin.

## Eisschnelllauf
Männer
- Fausto Armando de Oliveira Marreiros
5000 m – 7:01,87 min (→ 31.)

## Freestyle-Skiing
Frauen
- Mafalda Pereira
Springen – 118,86 (→ 21.)